# CD Leganés
A CD Leganés, teljes nevén Club Deportivo Leganés spanyol labdarúgóklubot 1928-ban alapították, jelenleg a spanyol másodosztályban szerepel. 

## Története
A klubot hivatalosan 1928. június 23-án alapították. Első elnöke Ramón del Hierro volt. A klubnak azonban 1936-ban fel kellett függesztenie működését a spanyol polgárháború miatt, ahol inaktívak maradtak egészen az 1946. szeptember 4-i újraindulásig
A Leganés fennállásának túlnyomó részét az alsóbb ligákban játszotta. 1977-ben a klub ismét feljutott a negyedosztályba, ahol korábban hét évig játszott, amikor az még a harmadosztály volt. Folyamatos fejlődés után a Leganés 1987-ben feljutott az új harmadosztályba, hat évvel később feljutott a másodosztályba és 11 szezonon keresztül megőrizte bajnoki státuszát; ezalatt 1995 és 1997 között két egymást követő nyolcadik helyet gyűjtött be. 
2008. december 24-én Victoria Pavón és Felipe Moreno megszerezték a klub többségi tulajdonrészét. 2009 júliusa óta Pavón a klub elnöke. 
A 2013–2014-es szezonban a Leganés a Segunda B-ben eltöltött 10 szezon után feljutott a Segunda Divisiónba. A 2015–2016-os szezonban története során először a Leganés feljutott a La Ligába, amelyet 2016. június 4-én a CD Mirandés elleni idegenbeli 1–0-s győzelemmel zártak, így Madrid ötödik csapata lett, amely valaha játszott a La Ligában a Real Madrid, az Atlético Madrid, a Rayo Vallecano és a Getafe után. 
Négy szezonon keresztül maradtak az élvonalban, 2018–2019-ben a 13. helyezést értek el, majd a következő szezon utolsó meccsén kiestek, 2–2-es döntetlent játszottak a Real Madriddal. Ez alatt a varázslat alatt a csapat először jutott a Király-kupa elődöntőjébe, miután a negyeddöntőben kiejtette a Real Madridot a Santiago Bernabéu Stadionban aratott 2–1-es győzelemnek köszönhetően.

## Ismertebb játékosok
| - Mario Jorge - José Chamot - Federico Domínguez - Nicolás Medina - Lucas Alessandría - Mario Turdó - Martín Vitali - Mauro Navas - Pablo Rodríguez - Santiago Kuhl - Gastón Coyette - Pablo Calandria - Bernardo Leyenda | - Claudio Enría - Claudio Marini - Jasminko Velic - Samuel Eto'o - Pierre Webó - Francisco Arrué - David Darmon - Baba Sule - Christopher Ohen - Abass Lawal - Joyce Moreno - Ariza Makukula - Bizarro | - Paulo Torres - Andrej Moh - Goran Stoijilkovic - Ángel Vivar Dorado - Moisés - Jesús Unanua - Alfredo - Sergio Pachon - Jordi Lardín - Catanha |

## Külső hivatkozások
- Hivatalos weboldal Archiválva 2018. május 5-i dátummal a Wayback Machine-ben (spanyolul)
- Futbolme.com (spanyolul)